# Jorubština
Jorubština (jorubsky èdè Yorùbá) je jazyk, kterým se mluví v západní Africe. Mluví jím také emigrantské komunity v Evropě, ale hlavně v Americe v karibské oblasti, kde se v mnoha místních náboženstvích používá jako liturgický jazyk. Jorubsky mluví hlavně národ Jorubů. Jorubština má slovosled SVO (podmět-sloveso-předmět).

## Tóny
Jorubština má tři tóny (vysoký, střední a nízký.).
- Vysoký tón u písmene e se zapisuje ẹ́
- Střední tón se zapisuje ẹ
- Nízký tón se zapisuje ẹ̀

## Příklady

### Číslovky
| Jorubsky | Česky |
| oókan    | jeden |
| méjì     | dva   |
| mẹ́ta     | tři   |
| mẹ́rin    | čtyři |
| máàrún   | pět   |
| mẹ́fà     | šest  |
| méje     | sedm  |
| méjọ     | osm   |
| mẹ́sàn    | devět |
| mẹ́wà     | deset |

## Ukázka jorubštiny
V následující tabulce je zobrazen otčenáš v jorubštině a český překlad.
| Jorubsky | Česky |
| --- | --- |
| Awọn Àdúrà Olúwa | Otče náš |
| Baba wa ti mbẹ li ọrun; Ki a bọ̀wọ fun orukọ rẹ. Ki ijọba rẹ de; Ifẹ tirẹ ni ki a ṣe, bi ti ọrun, bẹ̃ni li aiye. Fun wa li onjẹ õjọ wa loni. Dari gbese wa jì wa, bi awa ti ndarijì awọn onigbese wa. Má si fà wa sinu idẹwò, ṣugbọn gbà wa lọwọ bilisi. Nitori ijọba ni tirẹ, ati agbara, ati ogo, lailai. Amin. | Otče náš, jenž jsi na nebesích, posvěť se jméno tvé, přijď království tvé, buď vůle tvá jako v nebi, tak i na zemi. Chléb náš vezdejší dej nám dnes a odpusť nám naše viny, jakož i my odpouštíme našim viníkům a neuveď nás v pokušení, ale zbav nás od zlého. Amen. |

### Všeobecná deklarace lidských práv
| jorubsky | Gbogbo ènìyàn ni a bí ní òmìnira; iyì àti ẹ̀tọ́ kọ̀ọ̀kan sì dọ́gba. Wọ́n ní ẹ̀bùn ti làákàyè àti ti ẹ̀rí-ọkàn, ó sì yẹ kí wọn ó máa hùwà sí ara wọn gẹ́gẹ́ bí ọmọ ìyá. |
| česky    | Všichni lidé se rodí svobodní a sobě rovní co do důstojnosti a práv. Jsou nadáni rozumem a svědomím a mají spolu jednat v duchu bratrství.                   |